# Rabságban
A Rabságban (eredeti cím: Captive) 2015-ben bemutatott amerikai bűnügyi thriller-filmdráma, amelyet Jerry Jameson rendezett. A forgatókönyvet Brian Bird és Reinhard Denke írta, megtörtént események alapján. A főbb szerepekben David Oyelowo, Kate Mara, Leonor Varela, Jessica Oyelowo és Mimi Rogers látható.
Az Amerikai Egyesült Államokban 2015. szeptember 18-án mutatták be a mozikban a Paramount Pictures forgalmazásában. Magyarországon 2016. június 5-én az HBO csatorna sugározta.

## Cselekmény
2005. március 11-én Brian Nichols megszökik egy atlantai tárgyalóteremből, ahol egy nemi erőszak ügyében folyik a pere. Szökése közben végez a bíróval és a törvényszéki tudósítóval, megsebesít egy rendőrt és később egy szolgálaton kívül otthonában tartózkodó különleges ügynököt is megöl.
A szökevény ellen az egész várost átfogó hajtóvadászat indul. A drogfüggőségéből épp kigyógyulófélben lévő, egyedülálló anya, Ashley Smith lakásába tör be, túszul ejtve a nőt. Smith Rick Warren The Purpose Driven Life című bestsellerét olvasva igyekszik életben maradni, amelyből Nicholsnak is felolvas, próbálva jobb belátásra téríteni a bűnöző férfit.

## Szereplők
| Szereplő                 | Színész             | Magyar hang        |
| ------------------------ | ------------------- | ------------------ |
| Brian Nichols            | David Oyelowo       | Horváth Illés      |
| Ashley Smith             | Kate Mara           | Nemes Takách Kata  |
| John Chestnut hadnagy    | Michael K. Williams | Kálid Artúr        |
| Carmen Sandoval őrmester | Leonor Varela       | Kisfalvi Krisztina |
| Meredith MacKenzie       | Jessica Oyelowo     | Törtei Tünde       |
| Kim néni                 | Mimi Rogers         | Kovács Nóra        |
| Teasley őrmester         | E. Roger Mitchell   | Kisfalusi Lehel    |
| Mrs. Nichols             | J. Karen Thomas     | Andresz Kati       |
| Paige                    | Elle Graham         | Azurák Zsófi       |
| Cameron Sampson          | Johanna Jowett      | Mohácsi Nóra       |
| Melissa                  | Claudia Church      | Czirják Csilla     |
| Lynn Campbell            | Sydelle Noel        | Nádasi Veronika    |
| Beatrice                 | Gina Stewart        | Málnai Zsuzsa      |
| Cynthia Hall             | Diva Tyler          | Horváth Zsuzsa     |
| Dr. Wilson Pratt         | Jon Menick          | Németh Gábor       |
| Önmaga                   | Miles O'Brien       | Vári Attila        |
| Önmaga                   | Oprah Winfrey       | Kocsis Mariann     |

## Fordítás
- Ez a szócikk részben vagy egészben  a   Captive (2015 film) című angol Wikipédia-szócikk fordításán alapul.  Az eredeti cikk szerkesztőit annak laptörténete sorolja fel. Ez a jelzés csupán a megfogalmazás eredetét és a szerzői jogokat jelzi, nem szolgál a cikkben szereplő információk forrásmegjelöléseként.